# Вильдьё-ле-Поэль-Руффиньи (кантон)
Вильдьё-ле-Поэль-Руффиньи (фр. Villedieu-les-Poêles-Rouffigny) (до 5 марта 2020 года назывался Вильдьё-ле-Поэль, фр. Villedieu-les-Poêles) — кантон во Франции, находится в регионе Нормандия, департамент Манш. Расположен на территории двух округов: семь коммун входят в состав округа Авранш, двадцать — в состав округа Сен-Ло. 

## История
До 2015 года в состав кантона входили коммуны Бургеноль, Вильдьё-ле-Поэль, Ла-Блутьер, Ла-Ланд-д'Эру, Ла-Трините, Руффиньи, Сент-Сесиль, Флёри, Шампрепю и Шерансе-ле-Эрон. 
В результате реформы 2015 года  состав кантона был изменен. В него были включены упраздненный кантон Перси и отдельные коммуны упраздненных кантонов Ла-Э-Пенель и Сен-Пуа.
С 1 января 2016 года состав кантона изменился: коммуны Ле-Шефрен и Перси образовали новую коммуну Перси-ан-Норманди; коммуны Вильдьё-ле-Поэль и Руффиньи — новую коммуну Вильдьё-ле-Поэль-Руффиньи, к которой перешел статус административного центра кантона.
2 марта 2020 года указом № 2020-212 кантон переименован в Вильдьё-ле-Поэль-Руффиньи. .

## Состав кантона с 1 января 2016 года
В состав кантона входят коммуны (население по данным Национального института статистики за 2018 г.):
- Белон (558 чел.)
- Буазивон (114 чел.)
- Бургеноль (344 чел.)
- Вильбодон (313 чел.)
- Вильдьё-ле-Поэль-Руффиньи (3 865 чел.)
- Кулувре-Буабенатр (549 чел.)
- Ла-Блутьер (432 чел.)
- Ла-Коломб (628 чел.)
- Ла-Ланд-д'Эру (524 чел.)
- Ла-Трините (392 чел.)
- Ла-Шапель-Сеселен (246 чел.)
- Ла-Э-Бельфон (80 чел.)
- Ле-Гилен (139 чел.)
- Ле-Таню (405 чел.)
- Маргере (126 чел.)
- Монбре (302 чел.)
- Монтабо (277 чел.)
- Мопертюи (140 чел.)
- Мориньи (78 чел.)
- Перси-ан-Норманди (2 588 чел.)
- Сен-Мартен-ле-Буйян (324 чел.)
- Сен-Мор-де-Буа (153 чел.)
- Сен-Пуа (501 чел.)
- Сент-Сесиль (800 чел.)
- Флёри (1 039 чел.)
- Шампрепю (333 чел.)
- Шерансе-ле-Эрон (419 чел.)

## Политика
На президентских выборах 2022 г. жители кантона отдали в 1-м туре Эмманюэлю Макрону 34,6 % голосов против 27,6 % у Марин Ле Пен и 13,2 % у Жана-Люка Меланшона; во 2-м туре в кантоне победил Макрон, получивший 56,6 % голосов. (2017 год. 1 тур: Франсуа Фийон – 26,5 %, Марин Ле Пен – 22,4 %, Эмманюэль Макрон – 21,5 %, Жан-Люк Меланшон – 14,0 %; 2 тур: Макрон – 64,0 %. 2012 год. 1 тур: Николя Саркози — 34,7 %, Франсуа Олланд — 20,1 %, Марин Ле Пен — 18,3 %; 2 тур: Саркози — 60,2 %).
С 2015 года кантон в Совете департамента Манш представляют сенатор, бывший президент Совета департамента Манш Филипп Ба (Philippe Bas) (Республиканцы) и член совета коммуны Вильдьё-ле-Поэль-Руффиньи Мартин Лемуэн (Martine Lemoine) (Разные правые). 
|                | Кандидаты                 | Партия                   | Первый тур | Первый тур     | Второй тур | Второй тур |
| Кол-во голосов | Кандидаты                 | Партия                   | % голосов  | Кол-во голосов | % голосов  |            |
| -------------- | ------------------------- | ------------------------ | ---------- | -------------- | ---------- | ---------- |
|                | Филипп Ба Мартин Лемуэн   | Правый блок              | 2 395      | 66,33          | 2 721      | 77,32      |
|                | Эмиль Констан Франс Полет | Разные левые             | 676        | 18,72          | 798        | 22,68      |
|                | Валери Луве Жан-Мишель Э  | Национальное объединение | 540        | 14,95          |            |            |

|                | Кандидаты                  | Партия             | Первый тур | Первый тур     | Второй тур | Второй тур |
| Кол-во голосов | Кандидаты                  | Партия             | % голосов  | Кол-во голосов | % голосов  |            |
| -------------- | -------------------------- | ------------------ | ---------- | -------------- | ---------- | ---------- |
|                | Филипп Ба Мартин Лемуэн    | Правый блок        | 2 807      | 47,79          | 3 909      | 72,36      |
|                | Катрин Дюран Жаки Ледормёр | Национальный фронт | 1 338      | 22,78          | 1 493      | 27,64      |
|                | Эмиль Констан Моник Неу    | Разные левые       | 1 311      | 22,32          |            |            |
|                | Мартин Данжу Николя Жо     | Левый фронт        | 417        | 7,10           |            |            |